# Кожан-Городок
Кожа́н-Городо́к (біл. Кажан-Гарадок) — містечко на Берестейщині, нині в Лунинецькому районі Берестейської області Білорусі. Адміністративний центр Городоцької сільської ради. Розташований на річці Цна за 4 км від її впадіння у Прип'ять.

## Історія
Перші згадки про Кожан-Городок, що лежав на кордоні Волинського та Турівського князівства, відносяться до 1493 року. Але під час археологічних розкопок були знайдені сліди людських поселень V—VII століть.
Входило до складу Королівства Руси, пізніше Великого князівства Литовського і Руського, а з 1569 до 1793 року це було місто Речі Посполитої. Після її розділу окуповане Російською імперією.
1493 року місто згадується під назвою Городок та належало воєводі Петру Монтигердовичу. Перейшов до рук його єдиної доньки Софії, дружини Великого гетьмана Литовського Станіславу Кішці, та їх нащадкам.
1613 року Великий підскарбій Микола Кішка продав маєток Кожан-Городок, до складу якого, крім міста та маєтку, входили села Рокитне, Цна, Язвинкі, Бостинь, Бродниця, Велюта, Дворець, Дрецька долина, Вязінь та ін., Браславському маршалку Яремі Самсону Подбереському, кальвіністському діячу. Рід Подбереських правив Кожан-городком порівняно недовго, близько 30 років. Удова Яреми, Доротея, уроджена Завиш, у 1635 році збудувала кальвіністський костел у місті. Шлюбом (1639) їхньої доньки Елізабети (у першому шлюбі дружина Владислава Дорогостайського) зі графом Теодором Каролем Тарновським, маєтки Кожангорода переходять до роду Тарновських.
Наприкінці XVII ст., внаслідок одруження вдови графа Петра Станіслава Тарновського (онуки Теодора Тарновського), Ганни вродженої Кіґайло-Завіш, зі Смоленським каштеляном Кшиштофом Бенедиктом Немировичем-Щитом маєток переходить у власність родини Немировичів-Щитів.
На початку ХІХ століття містом володіли брати каштелян Берестейський Йосип та Кристоф з роду Немировичів, де був збудований їх родинний палац. Син Кристофа — маршалок Йосип, разом зі своєю дружиною Теклею (уродженою княжною Друцькою-Любецькою) збудували уніатську церкву Святого Миколи Чудотворця в Кожан-Городку 1818 року.
У 1840—1850-х роках мешканці містечка боролися за звільнення від російського кріпосного рабства та визнання їх спадкових прав власності на свої земельні ділянки. Очолювали цю боротьбу Петро Решецький і Степан Грицкевич.
У 1919—1939 роках Кожан-Городок перебував у складі Польщі, після — у складі Білорусі.